# NGC 7123
NGC 7123 est une vaste galaxie spirale vue par la tranche et située dans la constellation de l'Indien. Sa vitesse par rapport au fond diffus cosmologique est de 3 624 ± 27 km/s, ce qui correspond à une distance de Hubble de 53,5 ± 3,8 Mpc (∼174 millions d'al). NGC 7123 a été découverte par l'astronome britannique John Herschel en 1835.

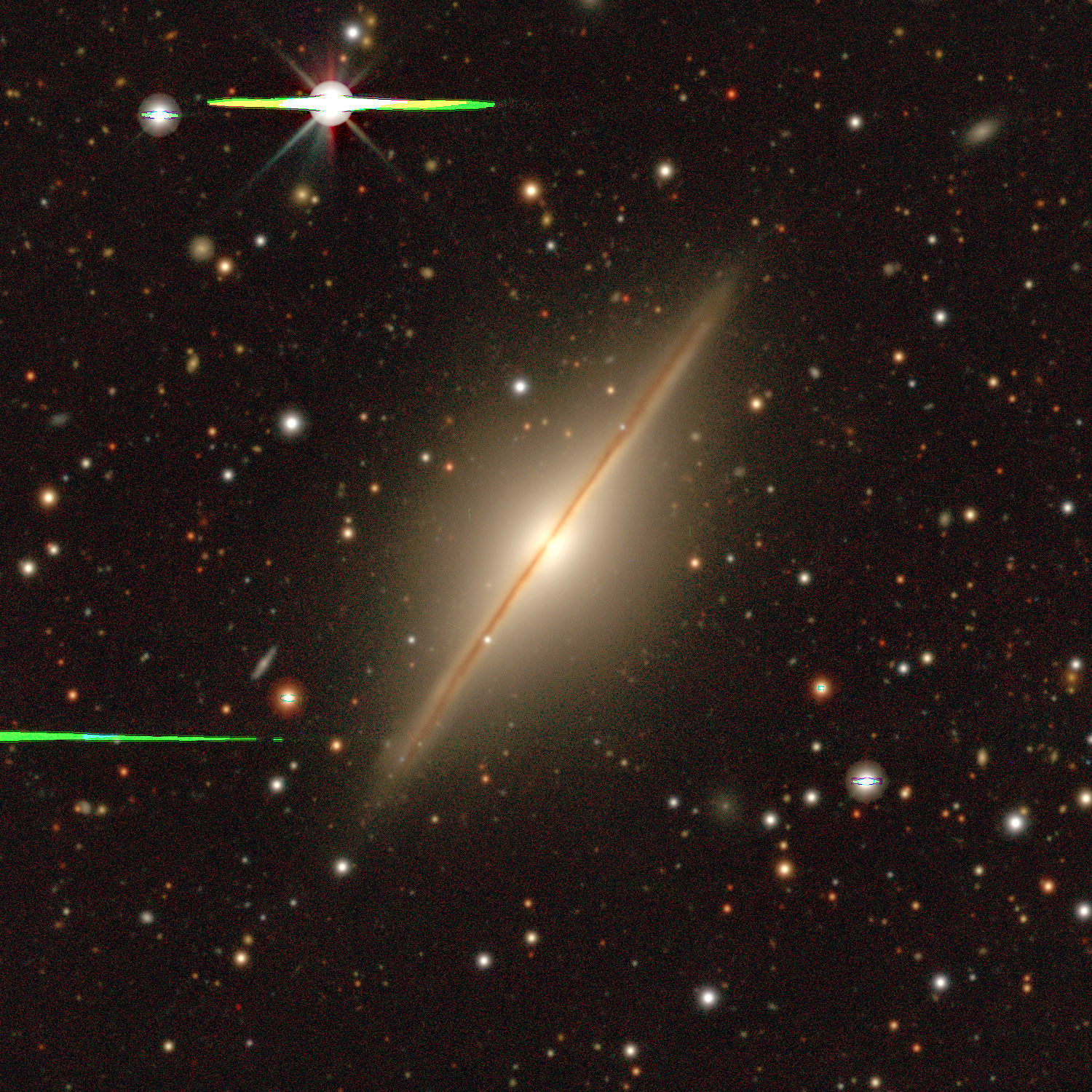
NGC 7123 par le groupe «Legacy Surveys DR10 ».

La classe de luminosité de NGC 7123 est I. Selon la base de données Simbad, NGC 7123 est une candidate au titre de galaxie à noyau actif.

## Groupe de NGC 7123
Selon A. M. Garcia, NGC 7123 est la principale galaxie d'un groupe qui porte son nom. Le groupe de NGC 7123 renferme au moins quatre membres. Les trois autres galaxies du groupe sont IC 5106, IC 5116 et ESO 75-28.